# Bowbeck
Bowbeck – wieś w Anglii, w hrabstwie Suffolk. Leży 37 km na północny zachód od miasta Ipswich i 113 km na północny wschód od Londynu.